# الأخت (فلم)
الأخت هو فيلم من نوع دراما أُصدر في 2012. الفيلم من توزيع Teodora Film ‏، وهو من إخراج أورسولا ماير، أما السيناريو فكان من كتابة أورسولا ماير وأنطوان جاكود ‏ وجيل توران ‏.

## القصة
تقع أحداث الفيلم في الألب السويسرية. وقصة الفيلم الرئيسية حول الأسرة المختلة والألب.

## طاقم التمثيل
- جان فرانسواس ستيفن
- ليا سيدو
- Frédéric Mudry ‏
- كيسي موتيت كلاين
- يان تريجويه
- جيليان أندرسون
- مارتن كومبستون

## الإنتاج
موسيقى الفيلم التصويرية كانت من تأليف جون باريش.

## وصلات خارجية
- مقالات تستعمل روابط فنية بلا صلة مع ويكي بيانات